# Karma Kagjü

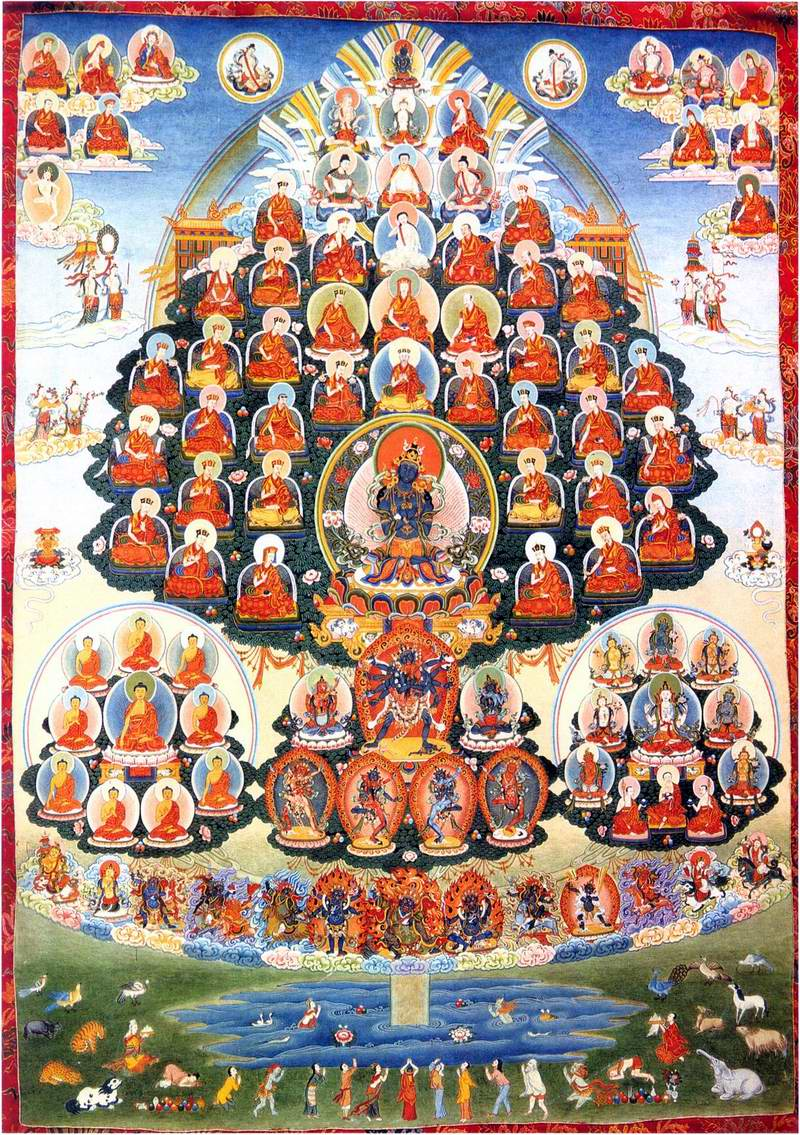
Kreslená thangka se stromem útočistě

Karma Kagjü je linií školy Kagjü, jedné ze čtyř velkých škol tibetského buddhismu, která je někdy označována jako škola Červených čepic (spolu se školami Ňingma a Sakja, zatímco škola Gelug je někdy nazývána školou Žlutých čepic). Tato linie klade hlavní důraz na meditaci a přímý přenos učení z učitele na žáka.

## Historie linie
Linii Karma Kagjü založil ve 12. století Düsum Khjenpa, 1. Karmapa. Výraz Karmapa se dá přeložit jako následovník své karmy, nebo pán buddhovské aktivity. První Karmapa se po své smrti znovu narodil, byl vyhledán a následně prohlášen za 2. Karmapu (jménem Karma Pakši), tedy inkarnaci předchozího Karmapy. Tato linie byla v Tibetu první, která založila následovnictví svého nejvyššího učitele (držitele linie) vyhledáním jeho znovuzrození. Počinaje 12. stoletím je tedy kontinuita linie udržována jednotlivými inkarnacemi Karmapů. Od smrti 16. Karmapy Rangdžung Rigpä Dordžeho (1981) probíhá spor o 17. Karmapu a linie se rozdělila na dvě části. Jedni jsou zastánci toho, že 17. Karmapou je Thinlä Thajä Dordže, rozpoznaný druhým nejvyšším lamou linie, Künzigem Žamarem rinpočhem, druhá strana naopak tvrdí, že 17. Karmapou je Ogjän Thinlä Dordže uznán nejprve všemi čtyřmi hlavními regenty celé linie Karma Kagjü (i když Žamar rinpočhe později změnil názor), tibetskou vládou v exilu 14. tibetským dalajlámou. a do doby než uprchl z tibetu i prosazovaný komunistickou Čínou. Každý z Karmapů má své následovníky po celém světě. Oba Karmapové se už poprvé setkali 11. října 2018 a dokonce vydali společné krátké prohlášení – Považujeme za svou povinnost a zodpovědnost udělat cokoliv můžeme, abychom linii sjednotili.

## Současní učitelé
Odkaz linie Karma Kagjü pod duchovním vedením 17. Karmapy Thinlä Thajä Dordžeho dále předávají buddhističtí učitelé jako Künzig Žamar rinpočhe – tradičně druhý nejvyšší držitel linie Karma Kagjü, Šerab Gjalcchän rinpočhe, Džigme rinpočhe, Beru Khjence rinpočhe, Kenčhen rinpočhe, khenpo Čhödag rinpočhe, Gjaltul rinpočhe, Sabčhu rinpočhe a lama Ole Nydahl.
Odkaz linie Karma Kagjü pod duchovním vedením 17. Karmapy Orgdžen Thrinle Dordžeho předávají tři ze čtyř regentů pověřených budoucností celé linie Karma Kagdžů a linie srdce Tai Situ rinpočhe, Džamgon Kongtrul lodro Thaje, Džaltshab rinpočhe, hlavní učitel celé linie Karma Kagdžů Pawo Rinpočhe, Treho Rinpočhe, Thrangu rinpočhe, dále učitelé odkazu linie Sangdže Ňjenpa rinpočhe, Mingjur rinpočhe, Ringu tulku rinpočhe, Khandro Rinpočhe, Tenga rinpočhe, Akong rinpočhe, Khenpo Karthar rinpočhe, Tulku Damčhe rinpočhe.

## Linie odkazu
Posloupnost jednotlivých buddhistických učitelů, kteří tento odkaz předávali, bývá uváděna takto:

### Linie Kagjü
Odkaz Cesty metod, tj. Šesti dharm (nauk) Náropy
- Tilopa, 988–1069
- Náropa, 1016–1100
- Marpa, 1012–1097
- Milaräpa, 1052–1135
- Gampopa, 1079–1135
- Düsum Khjenpa, 1110–1193 (1. Karmapa)

...a dále po sobě jdoucí inkarnace Karmapy.
Odkaz Cesty vhledu, tj. Velké pečeti (tib. čhagčhen, skt. mahámudra)
- Buddha Dharmakáji Dordže Čhang
- Ratnamati
- Saraha
- Nágárdžuna
- Šavaripa
- Maitripa, 1007–1077
- Marpa, 1012–1097
- Milaräpa, 1052–1135
- Gampopa, 1079–1153
- Düsum Khjenpa, 1110–1193 (1. Karmapa)

...a dále po sobě jdoucí inkarnace Karmapy.
Marpa, tibetský překladatel a držitel linie Kagjü, tedy dostal učení Šest dharm Náropy od Náropy, za kterým kvůli těmto metodám cestoval třikrát přes Himálaj z Tibetu do Indie. Učení Velké pečeti obdržel od Maitripy. Marpa tyto dvě stěžejní nauky a metody realizoval a předal dál Milaräpovi. Od této doby byly tyto dvě hlavní metody linie Karma Kagjü předávány dál až k současnému Karmapovi.

### Linie Karmapů
1. Karmapa Düsum Khjenpa, 1110–1193
2. Karmapa Karma Pakši, 1204–1283
3. Karmapa Rangdžung Dordže, 1284–1339
4. Karmapa Rolpä Dordže, 1340–1383
5. Karmapa Dežin Šegpa, 1384–1415
6. Karmapa Thongwa Döndän, 1416–1453
7. Karmapa Čhödag Gjamccho, 1454–1506
8. Karmapa Mikjö Dordže, 1507–1554
9. Karmapa Wangčhug Dordže, 1556–1603
10. Karmapa Čhöjing Dordže, 1604–1674
11. Karmapa Ješe Dordže, 1676–1702
12. Karmapa Čhangčhub Dordže, 1703–1732
13. Karmapa Düdul Dordže, 1733–1797
14. Karmapa Thegčhog Dordže, 1798–1868
15. Karmapa Khakhjab Dordže, 1871–1922
16. Karmapa Rangdžung Rigpä Dordže, 1924–1981
17. Karmapa Thinlä Thajä Dordže 1983 / 17. karmapa Ogjän Thinlä Dordže 1985